# Еламан (Алматинская область)
Еламан (каз. Еламан) — село в Талгарском районе Алматинской области Казахстана. Входит в состав Кайнарского сельского округа. Код КАТО — 196247380.

## Население
В 1999 году население села составляло 360 человек (176 мужчин и 184 женщины). По данным переписи 2009 года, в селе проживало 596 человек (297 мужчин и 299 женщин).